# Raymond Klibansky
Raymond Klibansky CC GOQ (Parijs, 15 oktober 1905 – Montreal, 5 augustus 2005) was een Canadees-Duitse filosoof.

## Levensloop
Aan het begin van de Eerste Wereldoorlog werd het joodse gezin Klibansky, waarvan de vader een grote wijnimport- en -exporthandel in Parijs leidde, gedwongen terug naar Duitsland te keren. Ze vestigden zich in Frankfurt am Main, waar Raymond Klibansky eerst studeerde aan het Goethe-Gymnasium en vervolgens op eigen aandringen aan de Odenwaldschule. Op zeventienjarige leeftijd, in 1923, werd hij toegelaten tot de Ruprecht-Karls-universiteit in Heidelberg. Daar leerde hij de neven kennen van de enkele jaren eerder overleden socioloog Max Weber, wiens Wirtschaft und Gesellschaft postuum in 1921 werd uitgegeven. Hij assisteerde vervolgens 's avonds de weduwe, Marianne Weber, om een heruitgave van Wirtschaft und Gesellschaft voor te bereiden. Klibansky studeerde hard, en volgde lesweken van 35 uur over onderwerpen zo divers als het oude Griekenland en kunstgeschiedenis tot de kunst en poëzie. Hij promoveerde op 23-jarige leeftijd en werd privaatdocent in 1931. Hij bestudeerde en publiceerde, ook veelvuldig gedurende de rest van zijn loopbaan, over de filosoof en mysticus Eckhart von Hochheim.
Na de opkomst van het nazisme volgde hij het advies van Karl Jaspers en ging op stage bij Ferdinand Tönnies in Kiel en vervolgens bij Aby Warburg in Hamburg. In 1933 ontvluchtte hij als jood uiteindelijk Duitsland door naar Londen te gaan, samen met de familie Warburg en hun beroemde bibliotheek. Zijn gebrekkige Engels spijkerde hij intensief binnen enkele maanden bij aan Oxford University, alwaar hij aan het Oriel College ook een aanstelling kreeg als lector, wat hij van 1936 tot 1946 bleef.
Hij diende voor de duur van de Tweede Wereldoorlog in het Britse leger en werd vanwege zijn academische kwaliteiten ingezet als kolonel bij de geheime diensten. In 1946 vestigde hij zich in het Canadese Montreal en verdeelde hij zijn tijd over de plaatselijke McGill University en Oxford University. Aan McGill was hij titularis van de leerstoel Frothingham Professor of Logic and Metaphysics, in Oxford een fellow van het Wolfson College. In 1953 kreeg hij ter ondersteuning van zijn onderzoek een Guggenheim Fellowship.
In 1964 publiceerde hij samen met Erwin Panofsky en Fritz Saxl een standaardwerk, Saturn und Melancholie, over de geschiedenis van het concept van de melancholie van de oudheid tot de renaissance, een boek waaraan hij reeds dertig jaar eerder was begonnen. Klibansky is tevens auteur van talrijke publicaties over het werk van Plato en de platonische traditie in de middeleeuwen en verwierf faam met zijn onderzoek naar de christelijke filosoof Nicolaas van Cusa.
Hij werd lid van de Deutsche Akademie für Sprache und Dichtung, de Heidelberger Akademie der Wissenschaften en de RSC: The Academies of Arts, Humanities and Sciences of Canada. Van 1966 tot 1969 was hij president van de International Institute of Philosophy. In 1986 werd hij ere-senator van de Ruprecht-Karls-universiteit en in 1990 ontving hij de prestigieuze Carl-Friedrich-Gauß-Medaille. In 1993 werd hij laureaat van de vierjaarlijkse Lessing-Preis der Freien und Hansestadt Hamburg. Hij was vanaf 1999 grootofficier van de Nationale Orde van Quebec en vanaf 2000 een Companion van de Orde van Canada.
Klibansky was gehuwd met Ethel Groffier, een professor aan McGill en dochter van de Belgische schrijver en dichter Jean Groffier. Klibansky overleed in 2005 op 99-jarige leeftijd.
De Canadian Federation for the Humanities and Social Sciences ging na zijn overlijden over tot de jaarlijkse uitreiking van de Raymond Klibansky Prizes voor de beste boeken in het wetenschappelijk domein van de humane wetenschappen. Er was een prijs voor een Engelstalige publicatie en een voor een Franstalige publicatie. Tegenwoordig worden de prijzen aangeduid met de titels Canada Prizes/Prix du Canada.

## Werken
- 1929 Ein Proklos-Fund und seine Bedeutung, Heidelberg (Sitzungsberichte der Heidelberger Akademie der Wissenschaften. Philosophisch-historische Klasse, vol. 19, 1928–29, n. 5)
- 1939 The Continuity of the Platonic Tradition during the Middle Ages, Londen (repr. 1981)
- 1998 Le philosophe et la mémoire du siècle: tolérance, liberté et philosophie. Entretiens avec Georges Leroux, Les Belles Lettres, Parijs
- 2005 Idées sans frontières. Histoire et structures de l’Institut international de philosophie (met Ethel Groffier), Les Belles Lettres, Parijs